# Teddy Dargy
 (juillet 2025).
Motif : Très peu d'informations sourcées, et a fortiori, insuffisance en matière de sources secondaires pour étayer la notoriété requise. Cf WP:CAA
- Archive Wikiwix
- Bing
- Cairn
- DuckDuckGo
- E. Universalis
- Gallica
- Google
- G. Books
- G. News
- G. Scholar
- Persée
- Qwant
- (zh) Baidu
- (ru) Yandex
- (wd) trouver des œuvres sur Wikidata

| 1. | Préciser le motif de la pose du bandeau. | Précisez le motif de la pose du bandeau en utilisant la syntaxe suivante : {{admissibilité à vérifier\|date=juillet 2025\|motif=remplacez ce texte par le motif}}                |
| 2. | Informer les utilisateurs concernés.     | Pensez à avertir le créateur de l'article, par exemple, en insérant le code ci-dessous sur sa page de discussion : {{subst:avertissement admissibilité à vérifier\|Teddy Dargy}} |

Teddy Dargy (état-civil inconnu) est une artiste de music-hall et une actrice française de l'entre-deux-guerres.

## Biographie
En dehors des rôles qu'elle a tenu sur scène et à l'écran pendant une quinzaine d'années entre 1922 et 1936, on ne sait presque rien de Teddy Dargy, pas même son véritable nom, sinon qu'au milieu des années 1930 elle était domiciliée au 4, rue Edmond-Rousse dans le 14e arrondissement de Paris.
Née vraisemblablement vers 1900, on perd sa trace après la sortie en septembre 1936 du film La Belle Équipe de Julien Duvivier dans lequel elle interprétait le rôle d'une locataire de l'hôtel.

## Théâtre
- 1922 : Le Coucher de la Pompadour, opérette galante à grand spectacle en 3 actes et 20 tableaux  d'Henri Varna et Armand Foucher, musique d'Esteban Marti, à l'Étoile-Théâtre de Saint-Étienne (16 février) : Rosine
- 1923 : La Grande revue du Casino, revue de Gaston Gros, mise en scène de José Sergy, au Casino de Granville (20 septembre)[4]
- 1924 : Les Énigmes du Sphinx, pièce à grand spectacle féérique en 3 actes et 20 tableaux de Fernand Dermy, musique de Rhamsès-Phar[5], au théâtre-cirque Fernand Delemarre à Saint-Nazaire (2 mai), à Vannes (7 mai), à Brest (16 mai)[6], à La Rochelle (3 juillet) et à Angoulême (27 juillet)
- 1924 : Coco du Colorado, opérette en 1 acte et 1 tableau de José de Bérys, au music-hall du Petit-Monde à Paris (23 décembre)
- 1929 : La Belle aventure, comédie en 3 actes de Robert de Flers, Gaston Arman de Caillavet et Étienne Rey, au théâtre de l'Alhambra de Lille (janvier) : Jeantine
- 1929 : Peg de mon cœur, comédie en 4 actes de John Hartley Manners, adaptation française d'Yves Mirande et Maurice Vaucaire, au théâtre de l'Alhambra de Lille (mars) : Ethel
- 1929 : Monsieur le Directeur, vaudeville en 3 actes d'Alexandre Bisson, au théâtre de l'Alhambra de Lille (juin) : Mme Mariolle[7].
- 1929 ː Le Train fantôme, pièce en 3 actes d'Arnold Ridley, adaptation française d'Henry d'Erlanger, au théâtre du Gymnase de Marseille (novembre) ː Miss Bourne
- 1931 : La Danse de minuit, pièce en 4 actes de Charles Méré, au Casino des Fleurs à Vichy (18 juin)[8]
- 1931 : Comtesse Maritza, opérette viennoise en 3 actes, livret français de Max Eddy et Jean Marietti, musique d'Emmerich Kálmán, au Casino des Fleurs à Vichy (6 septembre) : la princesse Bozena[9]
- 1931 : Bourrachon, comédie en 3 actes de Laurent Doillet[10], à la Comédie de Genève (23 octobre) : Céleste
- 1932 : Le Premier lit, comédie en 3 actes d'André Bisson, au théâtre Cluny (avril) : la bonne tchécoslovaque[11]
- 1932 : Il était une fois, pièce en 3 actes et 6 tableaux de Francis de Croisset, au Casino des Fleurs à Vichy (juillet)
- 1932 : Le Cordon bleu, comédie en 3 actes de Tristan Bernard, au Casino des Fleurs à Vichy (3 août) : Célestine[12]
- 1932 : Ces messieurs de la Santé, comédie en 3 actes et 6 tableaux de Paul Armont, au Casino des Fleurs à Vichy (10 août)[13]
- 1932 : Marius, comédie marseillaise en 3 actes et 4 tableaux de Marcel Pagnol, au Casino des Fleurs à Vichy (10 septembre)[14]
- 1933 : Rosette, comédie gaie en 3 actes de Jacques Daniel-Norman et Louis Cairolin, au théâtre des Célestins, création à Lyon (7 février) puis au théâtre Sarah-Bernhardt à Paris (12 août) : la fruitière
- 1933 : L'envers vaut l'endroit, pièce en 3 actes d'Aimé Declercq, mise en scène de Georges Jamin, au Théâtre des Arts (2 avril) : l'habilleuse
- 1933 : Rosette, comédie en 4 actes de Jacques Daniel-Norman et Louis Carolin, au théâtre Sarah Bernhardt, création à Paris (12 août) : la fruitière
- 1934 : A la bonhoure, revue à grand spectacle en 2 actes de Max Régnier, Roger Ferréol et Max Eddy, musique de Gaston Gabaroche, au théâtre du Gymnase (2 mars) : la cantinière / la Dame aux camélias.

## Filmographie
- 1930 : Les Voisins, court métrage d'un réalisateur anonyme
- 1930 : Monsieur le duc de Jean de Limur : Hélène de Luzançon
- 1931 : Le Million de René Clair : l'admiratrice
- 1932 : Pas de femmes de Mario Bonnard : Mme Bectaupieu[15]
- 1933 : Noces et banquets, court métrage de Roger Capellani
- 1933 : Son autre amour de Constant Rémy et Alfred Machard : la directrice de la pension Léopard
- 1933 : Nu comme un ver de Léon Mathot
- 1933 : Pas besoin d'argent, de Jean-Paul Paulin
- 1934 : L'École des détectives, court métrage de Jean Delannoy
- 1934 : La dactylo se marie de René Pujol : Bloch
- 1934 : Une nuit de folies de Maurice Cammage
- 1934 : Liliom de Fritz Lang : la cliente du manège
- 1936 : La Belle Équipe de Julien Duvivier : une locataire de l'hôtel